# Wandelroute E8
De Europese wandelroute E8 loopt van Ierland naar Turkije.
De E8 is opgebouwd uit diverse langeafstandsroutes op nationaal en regionaal niveau. De route is met name op het oostelijke deel in aanleg.
In Nederland volgt de E8 de route van LAW 6: het Grote Rivierenpad, dat is opgebouwd uit het voormalige Oeverloperpad en het voormalige Lingepad.
Het Initiatief tot de Europese wandelroutes komt van de Europese Wandelvereniging. In Nederland is deze route onder beheer bij de Stichting Lange Afstand Wandelpaden.

## Ierland (132 km)
- Wicklow Way, van Clonegal tot Dublin[2] (132 km).

## Groot-Brittannië (288 km)
- Trans Pennine Trail, van Liverpool naar Hull[3][4] (288 km)

## Nederland (250 km)
- LAW 6 Grote Rivierenpad, van Hoek van Holland naar Kleve (D).

Dit is de opvolger van
- LAW 6-1 Oeverloperpad, van Rotterdam-Europoort naar Leerdam[5] (152 km);
- LAW 6-2 Lingepad, van Leerdam naar Nijmegen (Duitse Grens)[6] (98 km).

## Duitsland (1500 km)
- Nijmegen - Bad Godesberg (ca. 400 km)[7]

Daarna verder tot de Oostenrijkse grens.

## Slowakije
De E8 valt samen met de Cesta hrdinov SNP, de Weg der Helden van de Nationale Opstand.

## Afbeeldingen

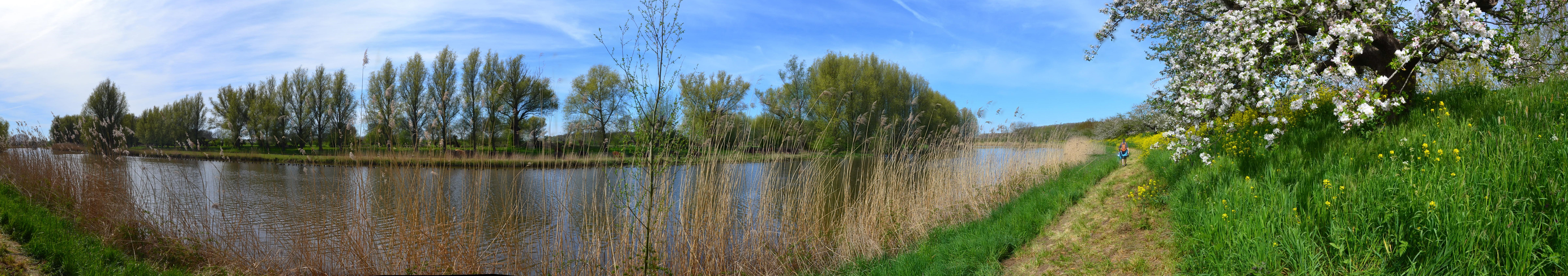
Ten oosten van Beesd
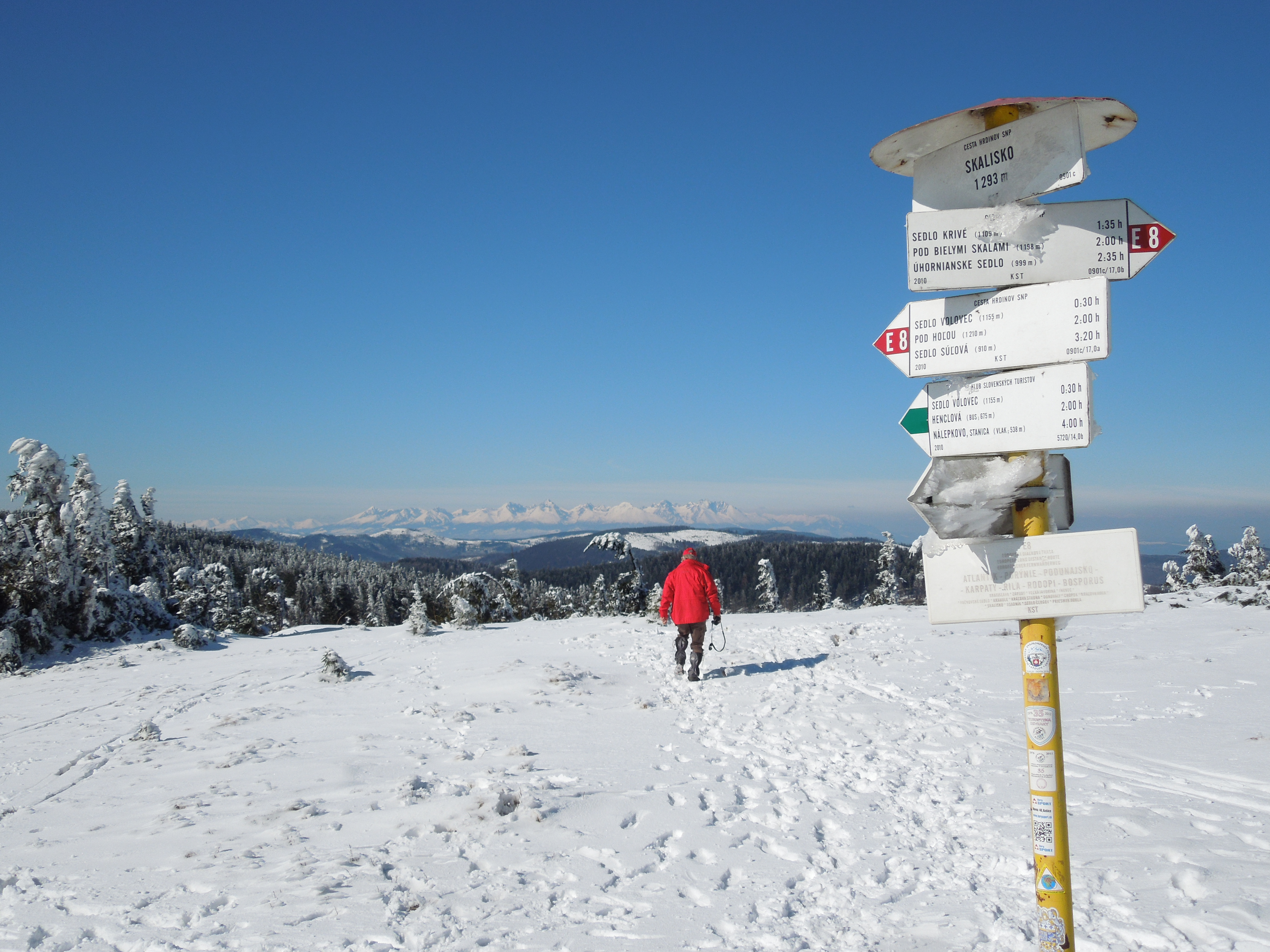
De E8 in de Hoge Tatra in Slowakije